# Colecția Muzeală „Istoria teatrului românesc” din Iași
Colecția muzeală „Istoria teatrului românesc” este un muzeu municipal din Iași, secție a Muzeului Literaturii Române din Iași, și este amplasat la etajul Muzeului „Mihai Eminescu” din Parcul Copou.
Muzeul prezintă evoluția fenomenului teatral de la primele sale manifestări până în contemporaneitate, ilustrând principalele momente din istoria teatrului și contribuția marilor personalități la dezvoltarea acestuia. 

## Istoricul muzeului

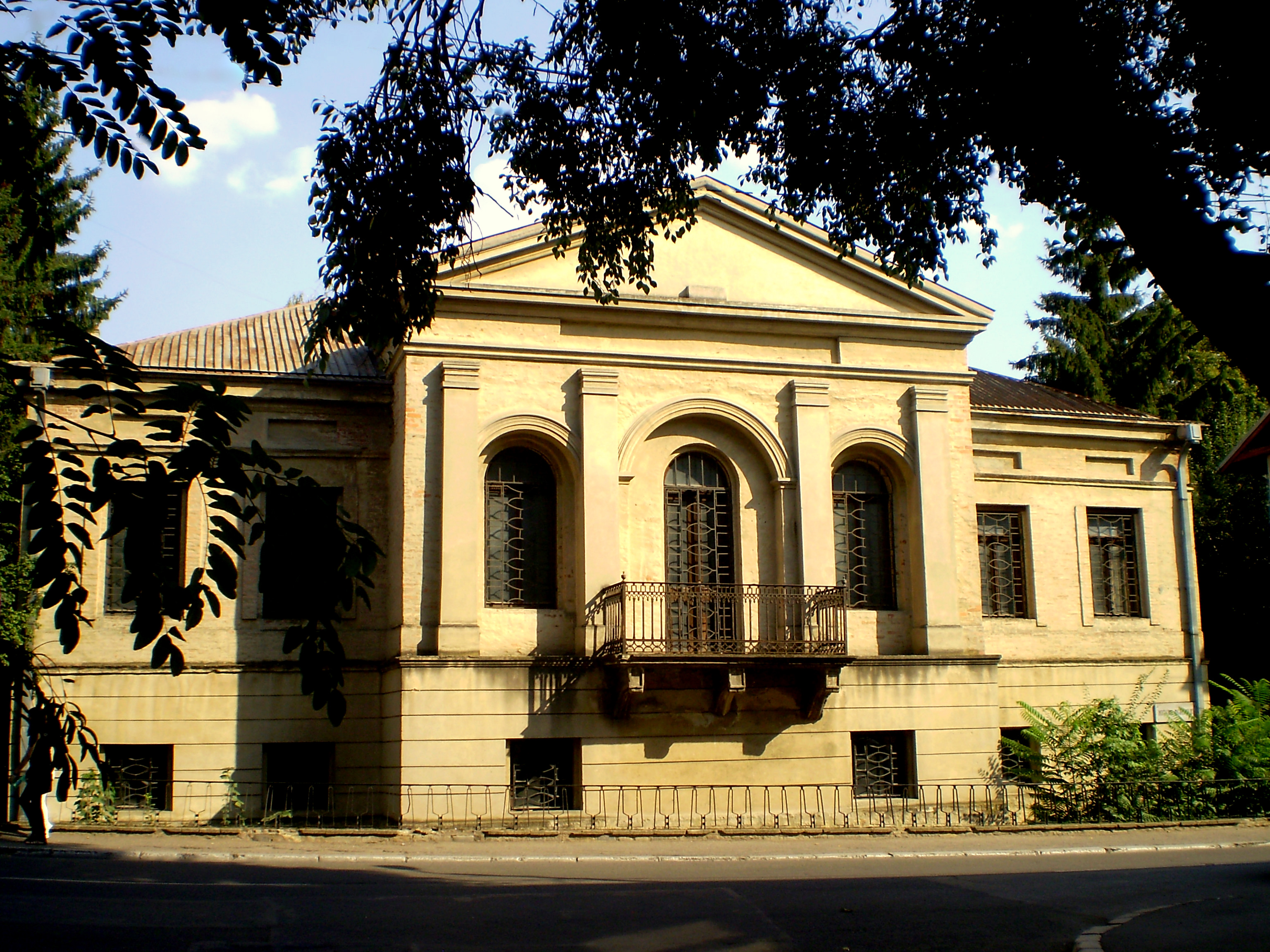
Casa vornicului Vasile Alecsandri, vecină cu Biserica „Sfântul Ilie”, acum dispărută, casă care a adăpostit Muzeul Teatrului.

Muzeul a fost inaugurat în decembrie 1976, la 160 de ani de la reprezentația primului spectacol în limba română, Mirtil și Hloe, pus în scenă de Gheorghe Asachi, în decembrie 1816. Sediul inițial al muzeului a fost casa vornicului Vasile Alecsandri, casă în care a copilărit poetul, vecină cu Biserica „Sfântul Ilie” acum dispărută. Clădirea, construită de vornicul Alecsandri în 1780 și clasată monument de arhitectură, a fost folosită ca locuință și apoi ca sediu al Stației de salvare a județului Iași. A fost restaurată între anii 1972-1976 pentru a adăposti un nou muzeu al Iașului, Muzeul Teatrului.
După retrocedarea sediului Muzeului din str. V. Alecsandri (imobil de secol al XVIII-lea, muzeul a fost reorganizat sub forma Colecției „Istoria teatrului românesc”, la etajul Muzeului „Mihai Eminescu” din Parcul Copou, expoziție inaugurată la la 22 februarie 2009.

## Organizarea muzeului
Colecția „Istoria teatrului românesc” se constituie într-un ansamblu de colecții unicat de afișe, costume, artă plastică și decorativă, manuscrise, fotografii etc.  
Muzeul prezintă evoluția fenomenului teatral de la primele sale manifestări până în contemporaneitate, ilustrând principalele momente din istoria teatrului și contribuția unor mari personalități la dezvoltarea acestuia (Gheorghe Asachi, Vasile Alecsandri, Matei Millo, Gheorghe Manolescu, Aristizza Romanescu, Agatha Bârsescu, Ion Sava, Victor Ion Popa, Miluță Gheorghiu, Nelu Ionescu, Teofil Vâlcu): afișe, manuscrise, cărți, costume ale unor actori care au jucat pe scena Teatrului Național din Iași (Matei Millo, Barbu Lăutaru, Miluță Gheorghiu), piese de mobilier, colecția de medalii Teodor Burada, prime ediții ale unor traduceri din dramaturgia universală, un afiș din 1837 pe care apare pentru prima dată titulatura de Teatrul Național Iași.